# Mogens Joachim Scheel-Plessen
Mogens Joachim lensgreve Scheel-Plessen (24. august 1782 på Førslevgård – 18. september 1853 i Hamborg) var en dansk godsejer, gehejmekonferensråd og kammerherre.
Mogens Joachim von Plessen var søn af kammerherre Christian Frederik Scheel-Plessen og Margaretha von Rumohr. Han ejede Sierhagen i Holsten, arvede Saltø, Harrested, Lindholm og stamhusene Fussingø og Selsø. Han blev dansk lensgreve 29. september 1829, hvorved han tog navnet Scheel-Plessen, og alt gods blev samlet i Det grevelige Scheel-Plessenske Forlods 6. marts 1830. Han var Storkorsridder af Dannebrogordenen.
20. august 1808 ægtede han Margaretha Wilhelmine von Hedemann, med hvem han blev far til:
1. Wulff Heinrich Bernhard Scheel-Plessen, lensgreve
2. Carl Theodor August Scheel-Plessen, baron, senere tysk greve
3. Otto von Plessen, baron